# Langue des signes britannique
Pour les articles homonymes, voir BSL.

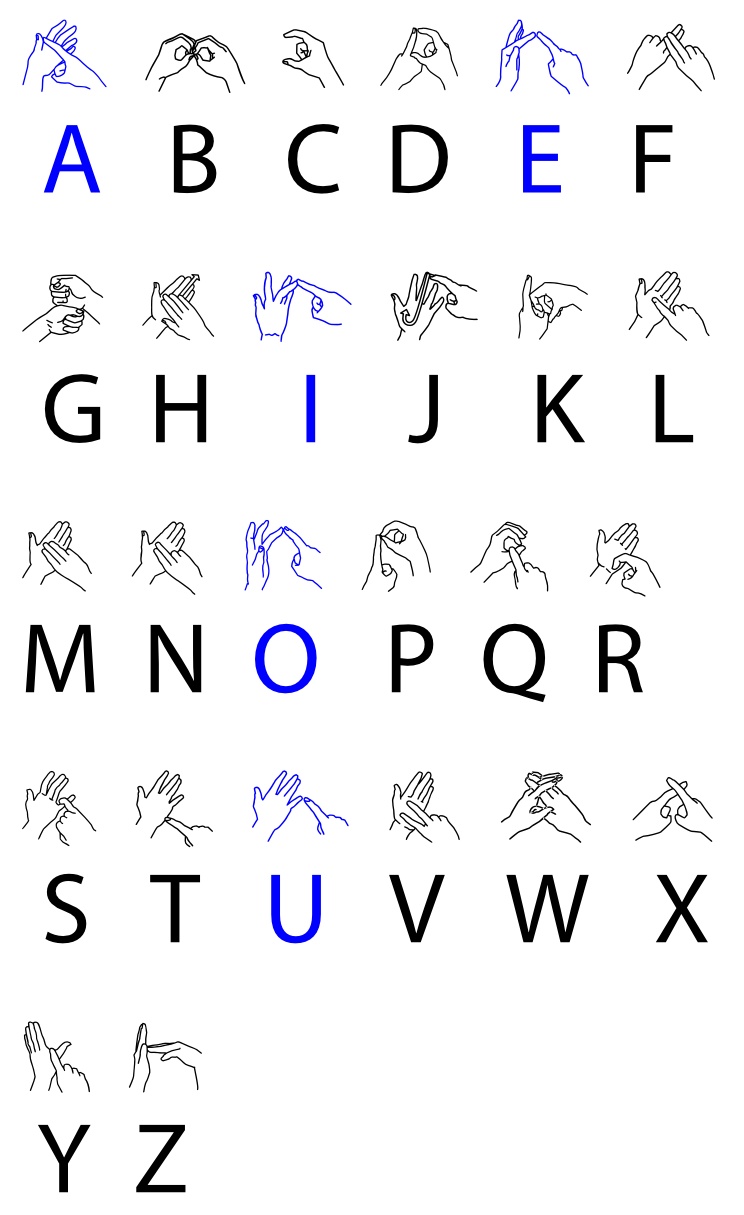
Alphabet bimanuel de la BSL.

« Merci » en BSL.

La langue des signes britannique (en anglais : British Sign Language, BSL), est la langue des signes utilisée par une partie des personnes sourdes et leurs proches au Royaume-Uni. Son alphabet dactylologique est bimanuel, s'utilisant avec les deux mains.

## Caractéristiques
La BSL n'est pas fondamentalement intelligible pour les utilisateurs de la langue des signes américaine (ASL). La communauté sourde britannique est cohésive, malgré des différences régionales, ce qui assure une bonne communication.
Les signes utilisés varient entre ceux de l'anglais signé (en) (qui s'appuie sur le vocabulaire de la BSL mais utilise la structure grammaticale de l'anglais parlé) et ceux de la BSL, selon la connaissance de ces signes par le conversant.
Il y a beaucoup de similitudes structurelles entre la langue des signes britannique, australienne (Auslan) et néo-zélandaise (NZSL) et un degré élevé de compréhension mutuelle. Les linguistes utilisent parfois le nom BANZSL (en anglais : British, Australian and New Zealand Sign Language) pour appeler cette famille de langues, tout en reconnaissant chacune comme une langue distincte.
La BSL utilise les systèmes de notation WritingHamNoSys et de Stokoe (en), ce dernier étant utilisé le plus couramment.

## Utilisation
La BSL est utilisée par 77 000 personnes comme première langue en 2014 et, selon les sources, par 250 000 (2013) à 310 000 (2014) personnes en tant que seconde langue pour un total de 125 000 sourds en 2009
Il existe des organisations régionales et nationales pour les sourds, dont un Comité pour la langue des signes national. Des interprètes sont fournis dans les tribunaux et dans certaines autres situations.
Les premières écoles pour les sourds ont vu le jour à la fin du XVIIIe siècle, il y a de nombreux cours de langue des signes pour les personnes malentendantes et l'instruction des parents d'enfants sourds est assurée.
Les chaines de télévision britanniques proposent des programmes adaptés aux sourds.

## Reconnaissance légale
- Royaume-Uni : La langue des signes britannique est reconnue officiellement comme une langue à part entière par la loi depuis le 18 mars 2003[4].
- Écosse : le 17 septembre 2015, le Parlement écossais adopte à l'unanimité le projet de loi sur la langue des signes britannique[5].